# Thoddoo-Atoll
Das Thoddoo-Atoll ist ein kleines, ringförmiges Atoll der Malediven 10 km nördlich des Rasdhoo-Atolls. Es besteht aus der gleichnamigen 1,7 km² großen Insel Thoddoo, die von einem rund 4 km² großen Riff umgeben ist.
Administrativ gehört das Atoll zum Verwaltungsatoll (Verwaltungsgebiet) Alif Alif.
Die Einwohnerzahl beträgt 1.534 (Stand: Zensus 2014). 2006 lebten auf der Insel Thoddoo 1199 Menschen.